# Região de Westman
A Região de Westman é uma região geográfica localizada no sudoeste da província de Manitoba, Canadá. A cidade de Brandon é o maior centro comercial, urbano e populacional dessa região, além de ser a segunda maior cidade de Manitoba. A região compreende quatro das divisões do censo de Manitoba, as divisões N.º 5, N.º 6, N.º 7 e N.º 15, que juntas englobam uma população de 108.868 habitantes e uma área territorial de 27.242 km2.

## Ligações Externas
- Manitoba Regional Profiles: Westman Region